# Utricularia capillacea
Utricularia capillacea este o specie de plante carnivore din genul Utricularia, familia Lentibulariaceae, ordinul Lamiales, descrisă de Carl Ludwig Willdenow. Conform Catalogue of Life specia Utricularia capillacea nu are subspecii cunoscute.